# 오영진
오영진(吳泳鎭, 1916년 12월 9일~1974년 10월 29일)은 한국의 극작가이다. 호는 우천(又川)이고 평양에서 태어났으며, 민족지도자 오윤선(吳胤善) 장로의 삼남매 중 막내이다.

## 생애
경성제국대학 법문학부를 졸업하였다.
민족지도자의 한 사람인 그의 아버지 오윤선(吳胤善, 1871-1950) 장로는 1922년 조만식과 함께 조선물산장려회(朝鮮物産奬勵會)를 조직하고 국산품장려운동을 벌이고, 해방 직후 1945년 8월 평안남도 건국준비위원회 부위원장, 인민정치위원회 부위원장에 선출되기도 했다.
그도 해방 직후 조만식의 비서관을 지내기도 했다. 처음에는 공산주의 사상에 호의를 가지고, 1945년 10월 14일 평양의 김일성 장군 환영대회에도 참가했으며, 김일성 본인과도 몇 차례 만나고 약간의 친분까지 쌓았다. 하지만 소련군정과 그 앞잡이 김일성 일당들이 공산화를 위해 무력을 동원하여 주민들의 일방적 지지를 받던 조만식과 민족 진영 지도자들을 구금하고 벌이는 무지막지한 행동들에 좌절감을 느끼고 1947년 11월 7일 월남했다.
월남후인 1948년 7월 10일에는 서울에서 북한이 파견한 인물로 보이는 자의 총격을 받아 심한 부상을 당했으나 다행히 생명은 건졌다.
그의 아버지 오윤선은 6.25 전란 중인 1950년 10월 국군과 유엔군이 평양으로 진격할 때, 김일성 세력이 후퇴 직전 조만식 등 여러 민족 진영 지도자들과 함께 처형한 것으로 알려졌다.
6.25 전쟁 중인 1952년 북한에서 체험한 소련군정의 실상을 폭로하는 저서 "소군정하(蘇軍政下)의 북한(北韓) : 하나의 증언(證言)"을 펴냈다. 이 책 속에 자신이 평양에서 체험했던 소련군정의 실상과 김일성에 대한 자세한 증언이 나온다. 여기에는 북한 김일성이 가짜임을 입증하는 중요한 증언이 들어 있다. 그의 처남의 장인이었던 김인욱(金仁旭, 1892- ?)은 일본육사 나온 사람으로 1937년 6월 4일 보천보 사건 직후 6월 30일에 벌어진 소위 간삼봉 전투에서 동북항일연군 6사장 김일성과 전투를 벌인 바 있다. 오영진이 해방 직후 평양에 온 북한 김일성과 당시 일에 대해 이야기한 적이 있는데, 김일성은 김인욱이 아니라 그와 일본 육사 동기인 김석원(金錫源, 1893~1978)이 당사자인 것처럼 잘못 말하는 것을 듣고, 그의 진실성을 의심하게 되었다고 한다. 오영진은 김인욱 본인의 말을 정확히 전해 들을 수 있었던 사람이다. 그에 의하면 당시 6사장 김일성은 김인욱을 직접 만나 담판을 벌인 적도 있기 때문에 김석원으로 이름을 잘못 알 수가 없다고 했다. 김인욱은 평안남도 용강군(平安南道 龍岡郡) 출신으로 해방 전 예편하고, 고향에서 살다가 북한에 진주한 소련군에 끌려간 후 소식을 모른다고 한다.
소위 간삼봉 전투에서 동북항일연군 6사장 김일성 부대와 맞붙었던 일본군을 실제로 지휘한 사람은 서울 용산연대의 김석원이 아니라, 그와 일본 육사 동기로 함흥연대 소속이었던 김인욱(金仁旭, 1892- ?) 소좌였다는 것은 당시 신문 기사에서도 확인이 되며, 여러 사람들의 연구에 의해서도 잘 밝혀져 있다. 북한 측이 이 사안과 관련하여 김인욱 아닌 김석원을 자꾸 거론하는 것은 북한 김일성이 보천보 사건과 간삼봉 전투 당사자인 6사장 김일성이 아니라 가짜라는 증거일 뿐이다. 6사장 김일성은 1937년 11월 13일 전사했고, 북한 김일성은 같은 이름을 쓰며 자신이 6사장인양 행동하여 그 공을 가로챘다.

그의 희곡, 맹진사댁 경사는 대한민국의 고등학교 국어 교과서(상)에 실려 있다.
주요작품으로는 《배뱅이굿》, 《맹 진사 댁 경사》, 《시집 가는 날》이 있다. 한국적인 해학을 담은 향토적인 소재의 작품을 썼다.
1969년 삼선개헌반대범국민투쟁위원회 지도위원으로 참여하였다.

## 가족관계[2]
- 조부 : 오치린
- 부친 : 오윤선(吳胤善, 1871-1950)
- 숙부 : 오형선(吳亨善, 1875~1944),
- 숙부 : 오원선(吳元善)

## 참고자료
- 오영진(吳泳鎭, 1916 ~ 1974) 한국민족문화대백과 - 한국학중앙연구원
- 한세기를 그리다-101살 현역 김병기 화백의 증언 : 평양 탈환과 대동강 후퇴작전 한겨레 017-08-10 : 6.25 전쟁 중 평양에 간 오영진의 활동에 대한 증언이 있음.